# Раду Михня
Раду Михня (молд. и рум. Раду Михня; 1586—1626) — господарь Валахии под именем Раду IX Михни (1601—1602, 1611, 1611—1616, 1620—1623) и Молдавского княжества под именем Раду I Михни (1616—1619, 1623—1626), сын валашского господаря Михни II Турка (Турчитул). Представитель династии Басарабов-Дракулешти.

## История
Правил Валахией с сентября 1601 по март 1602, с марта по май 1611, с 12 сентября 1611 по август 1616 и с августа 1620 по август 1623 годов.
Правил Молдавским княжеством с 26 июля 1616 по 9 февраля 1619 и с 4 августа 1623 по 20 января 1626 годов.
Был образованным человеком, получил воспитание в школах Афона, Венеции и Падуи. В августе 1601 года после смерти валашского господаря Михая Храброго Раду Михня стал турецким претендентом на валашский господарский престол. В сентябре 1601 года протурецкая партия валашских бояр объявила господарем Валахии Раду Михню. Однако в марте 1602 года Раду Михня потерял валашский престол, который захватил польский ставленник Симеон Могила. В декабре 1610 года трансильванский князь Гавриил Батори оккупировал Валахию, изгнав оттуда господаря Раду Щербана, который бежал в Молдову. Гавриил Батори, стремившийся объединить под своей властью Трансильванию, Молдавию и Валахию, провозгласил себя новым господарем Валахии.
В марте 1611 года в Валахию вторглась большая турецкая армия, посадившая на господарский престол Раду Михню, который занимал трон до июня. В июле 1611 года Раду Щербан низложил турецкого ставленника Раду Михню и вернул себе валашский престол. В сентябре того же 1611 года при поддержке валашских бояр и турок Раду Михня в третий раз занял валашский господарский престол. Раду Щербан вынужден был бежать из страны. Сторонники Раду Щербана несколько раз пытались вернуться к власти (в 1611, 1612 и 1616 годах), но потерпели неудачу. Раду Миня приказал казнить многих бояр-заговорщиков, конфисковал их земли.
В 1613 году по приказу султана валашский господарь Раду Михня и молдавский господарь Стефан Томша со своими войсками участвовали в турецком походе против князя Трансильвании Габриеля Батори, который был отстранен от престола. Турецкое правительство утвердило новым трансильванским князем Габриеля Бетлена. В правление валашского господаря Раду Михни началось переселение греков в румынские княжества.
В июле 1616 года турецкий султан назначил валашского господаря Раду Михню господарем соседней Молдовы. Раду Михня занимал молдавский престол три года. В августе 1620 году турецкий султан отстранил от власти в Валахии господаря Гавриила Могилу и назначил господарем верного Раду Михню. В 1621 году валашский господарь Раду Михня участвовал в военной кампании турецкого султана Османа против Речи Посполитой и участвовал в боях под Хотином. Затем играл важную роль посредника в мирных переговорах между Турцией и Польшей в Хотине. В 1622 году Раду Михня заключил союзный договор с трансильванским князем Габриелем Батори. В августе 1623 году валашский господарь Раду Михня был вторично назначен Портой господарем Молдовы, а господарем Валахии стал его сын Александр V Князек (1623—1627).

## Память
- Почтовая марка Молдовы, 1997 год